# Coenonympha myops
Coenonympha myops är en fjärilsart som beskrevs av Otto Staudinger 1881. Coenonympha myops ingår i släktet Coenonympha och familjen praktfjärilar. Inga underarter finns listade i Catalogue of Life.